# Alfred Rotich
Alfred Kipkoech Arap Rotich (ur. 27 lipca 1957 w Longisa) – kenijski duchowny rzymskokatolicki, w latach 1997-2016 biskup ordynariusz polowy Kenii, biskup Kericho od 2019.

## Życiorys
Święcenia kapłańskie przyjął 18 listopada 1983. 9 marca 1996 został prekonizowany biskupem pomocniczym Nairobi ze stolicą tytularną Iulium Carnicum. Sakrę biskupią otrzymał 3 lipca 1996. 29 sierpnia 1997 został mianowany ordynariuszem polowym Kenii. 30 grudnia 2016 zrezygnował z urzędu.
14 grudnia 2019 papież Franciszek mianował go biskupem diecezji Kericho.